# Juliane Döll
Juliane Döll (Esmalcalda, 8 de julio de 1986) es una deportista alemana que compite en biatlón. Ganó diez medallas en el Campeonato Europeo de Biatlón entre los años 2008 y 2012.

## Palmarés internacional
| Campeonato Europeo | Campeonato Europeo           | Campeonato Europeo | Campeonato Europeo |
| Año                | Lugar                        | Medalla            | Prueba             |
| ------------------ | ---------------------------- | ------------------ | ------------------ |
| 2008               | Nové Město (República Checa) | Medalla de plata   | Relevo             |
| 2009               | Ufá (Rusia)                  | Medalla de oro     | Individual         |
| 2009               | Ufá (Rusia)                  | Medalla de bronce  | Relevo             |
| 2010               | Otepää (Estonia)             | Medalla de oro     | Relevo             |
| 2011               | Val Ridanna (Italia)         | Medalla de oro     | Velocidad          |
| 2011               | Val Ridanna (Italia)         | Medalla de oro     | Individual         |
| 2011               | Val Ridanna (Italia)         | Medalla de oro     | Persecución        |
| 2011               | Val Ridanna (Italia)         | Medalla de bronce  | Relevo             |
| 2012               | Osrblie (Eslovaquia)         | Medalla de plata   | Individual         |
| 2012               | Osrblie (Eslovaquia)         | Medalla de bronce  | Relevo             |